# Constantin Anatol
Constantin Anatol (Nagyszeben, 1921. március 28. – Haifa, 2019. július 10.) román és izraeli színész, rendező.

## Pályafutása
1944–45-ben Bukarestben a Teatrul Nostrunál játszott és rendezett, 1947-től öt éven át Marosvásárhelyen a Székely Színházban játszott magyar nyelven. 1952-től a kolozsvári Állami Magyar Színház tagja volt, 1957–59-ben főrendezőként dolgozott, majd a kolozsvári román Nemzeti Színház művésze. Innen Temesvárra ment, ahol a magyar, román és német társulatnál játszott és rendezett. 1968-tól újból Marosvásárhelyen játszott és rendezett. 1980-ban kivándorolt Izraelbe, ahol a haifai színházban játszott, és a Beer-Sheva-i színházban rendezett.

## Filmjei
- A balta (román–olasz, 1970)
- Plusz-mínusz egy nap (magyar, 1972)
- Veri az ördög a feleségét (magyar, 1977)
- Forró rágógumi 4. – Szoknyavadászok angyalbőrben (izraeli–német, 1982)
- Vadon (magyar, 1989)